# 华北鸦葱
华北鸦葱（学名：Scorzonera albicaulis）是菊科鸦葱属的植物。分布在俄罗斯、朝鲜、远东以及中国大陆的吉林、浙江、黑龙江、河北、内蒙古、贵州、江苏、湖北、陕西、辽宁、山西、山东、河南、安徽等地，生长于海拔250米至2,500米的地区，多生长于山坡杂木林下、生荒地、林缘、灌丛中、山谷、火烧迹以及田间。

## 别名
笔管草，白茎雅葱

## 异名
- Scorzonera transiliensis M. Pop.